# 马丁·戴维·戴维斯
马丁·戴维·戴维斯（Martin David Davis，1928年3月8日—）是一位美国数学家，以在希尔伯特第十问题上的工作而著称。

## 生平
戴维斯的父母都是从波兰罗兹移民到美国的犹太人，他们在纽约重逢后结了婚。戴维斯在布朗克斯长大，他的父母鼓励他在那里接受完整的教育。
1950年，他从普林斯顿大学获得博士学位，导师是阿隆佐·邱奇。他是纽约大学的名誉教授。

## 贡献
戴维斯是戴维斯–普特南算法和DPLL算法的共同发明者。他还以其波斯特-图灵机模型而闻名，他在希尔伯特第十问题上的工作引出了MRDP定理。

## 奖项与荣誉
戴维斯在希尔伯特第十问题上做出了杰出的工作，并凭借相关论述而获得了1975年勒罗伊·斯蒂尔奖、乔夫涅特奖（与鲁本·赫什一起）和1974年莱斯特·福特奖。他于1982年成为美国文理科学院院士，于2012年被选为美国数学学会首届会士之一。

## 主要出版物
书籍
- 马丁·戴维斯.  [可计算性和不可解性]. 纽约: 多佛出版社（英语：Dover Publications）. 1958. ISBN 0-486-61471-9 （英语）.
- 马丁·戴维斯.  [应用非标准分析]. 纽约: 约翰威立. 1977. ISBN 9780471198970 （英语）.
- 马丁·戴维斯; 伊莱恩·韦尤克（英语：Elaine Weyuker）; Sigal, Ron.  [可计算性、复杂性与语言——理论计算机科学的基础] 第2版. 波士顿: Brace哈科特（英语：Harcourt (publisher)）学术出版社（英语：Academic Press）. 1994. ISBN 9780122063824 （英语）.
- 马丁·戴维斯.  [逻辑的引擎——数学家与计算机的起源]. 纽约: W·W·诺顿公司. 2000. ISBN 9780393322293 （英语）.

论文
- 马丁·戴维斯.  [希尔伯特第十问题是无解的]. 美国数学月刊. 1973, 80 (3): 233–269 （英语）.
- 马丁·戴维斯.  [是数学洞察算法]. 行为与脑科学（英语：Behavioral and Brain Sciencesv）. 1995, 13 (4): 659–60 （英语）.